# Широкомасштабні мозкові мережі
Широкомасштабні мережі мозку — це колекції розповсюджених нейронних мереж мозку, що демонструють функціональний зв'язок за допомогою статистичного аналізу сигналу fMRI BOLD або інших методів запису, таких як ЕЕГ, ПЕТ and МЕГ. Нова парадигма в нейронауці полягає в тому, що когнітивні завдання виконуються не окремими ділянками мозку, що працюють ізольовано, а мережами, що складаються з кількох дискретних областей мозку, які, як кажуть, «функціонально пов'язані». Функціональні мережі зв'язку можна знайти за допомогою таких алгоритмів, як кластеризація, просторовий незалежний аналіз компонентів (ICA) тощо. Синхронізовані ділянки мозку також можуть бути ідентифіковані за допомогою синхронізації ЕЕГ, МЕГ або інших динамічних сигналів головного мозку.
Набір ідентифікованих ділянок мозку, пов'язаних між собою у великомасштабну мережу, різниться залежно від когнітивних функцій. Коли когнітивний стан не є явним (тобто суб'єкт перебуває у «стані спокою»), широкомасштабна мережа мозку є мережею стану спокою (RSN). Як фізична система із властивостями, подібними до графу, широкомасштабна мережа мозку має як вузли, так і ребра і їх неможливо ідентифікувати просто за допомогою спільної активації областей мозку. В останні десятиліття аналіз мозкових мереж став можливим завдяки досягненню методів візуалізації, а також новим інструментам теорії графів та динамічних систем.
Широкомасштабні мережі мозку визначаються за їх функцією та забезпечують узгоджену основу для розуміння пізнання, пропонуючи нейронну модель того, як виникають різні когнітивні функції, коли різні набори областей мозку об'єднуються як самоорганізовані коаліції. Кількість та склад коаліцій буде залежати від алгоритму та параметрів, що використовуються для їх ідентифікації. В одній моделі існує лише мережа режиму за замовчуванням (Default system) і позитивна мережа, але більшість поточних аналізів показує кілька мереж, від невеликої купки до 17. Перераховані найбільш поширені та стабільні мережі нижче. Регіони, які беруть участь у функціональній мережі, можуть бути динамічно переналаштовані.
Порушення діяльності в різних мережах пов'язані з нервово-психічними розладами, такими як депресія, хвороба Альцгеймера, розлад аутистичного спектру, шизофренія та біполярний розлад.

## Мережі

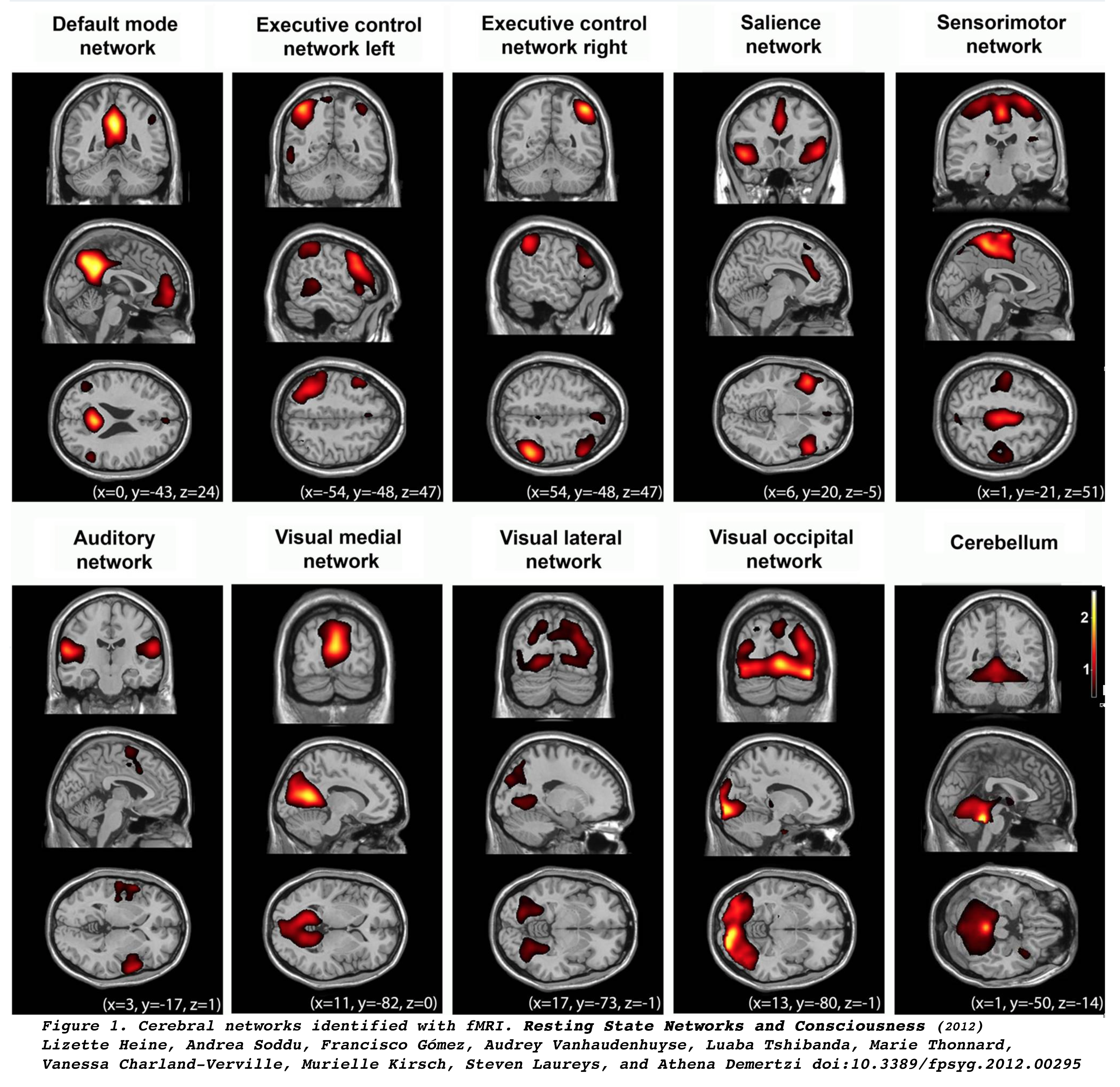
FMRI scanning shows 10 large-scale brain networks.

Наступні сім мереж були ідентифіковані щонайменше трьома дослідженнями і збігаються із сімома мережами в широко цитованій статті Yeo et all за 2011 рік.

### Режим за замовчуванням
- Мережа за замовчуванням активна, коли особа не спить і перебуває у стані спокою. Це переважно активується, коли люди зосереджуються на внутрішньо орієнтованих завданнях, таких як мріяння, уявлення про майбутнє, пошук спогадів та теорія розуму. Це негативно корелює з мозковими системами, які фокусуються на зовнішніх зорових сигналах. Це найбільш досліджувана мережа.[6][10][11][1][12][13][14][8][15][16]

### Дорсальна увага
- Ця мережа бере участь у добровільному залученні уваги та переорієнтації на несподівані події.[1][12][13][8][15][17][18] В межах дорсальної мережі уваги внутрішньопарієтальна борозна і лобові поля очей впливають на зорові зони мозку. Ці найвливовіші фактори дозволяють орієнтувати увагу.[19][17][16]

### Вентральна увага
- Три ділянки мозку активні в цій мережі, і вони включають зорову кору, скронево-тім'яний зв'язок і черевну лобову кору. Ці ділянки реагують, коли поведінково-важливі подразники виникають несподівано.[17] Мережа вентральної уваги може також загальмуватися під час зосередженої уваги, в якій використовується обробка зверху вниз, наприклад, коли хтось візуально щось шукає. Ця реакція може запобігти відволіканню цільової уваги на нерелевантні подразники. Він знову стає активним, коли ціль або знайдена відповідна інформація про ціль.[17][20]
- Інші способи класифікації.[13][17][8][15][18][16]

### Визначеність
- Виділяюча мережа (салієнтна система) складається з декількох структур, включаючи передню (двосторонню) островку, спинну передню порожнисту кору та три підкіркові структури, які є вентральним смугастим, чорною речовиною / вентральною тегментальною областю.[21][22] Він відіграє ключову роль контролю за помітністю зовнішніх входів та внутрішніх подій мозку.[1][6][10][12][14][8][15] Зокрема, він допомагає спрямовувати увагу, визначаючи важливі біологічні та когнітивні події.[22][16]

### Лобово-тім'яна
- Ця мережа ініціює та модулює когнітивний контроль і включає 18 підрегіонів мозку.[23] Існує сильна кореляція між рідинним інтелектом та участю лобно-тім'яної мережі з іншими мережами.[24]
- Інші способи класифікації.[8][15][10][25][16]

### Візуальна
- Ця мережа забезпечує візуальну обробку інформації.[26]
- Інші способи класифікації.[8][15][10][16]

### Лімбічна
- Інші способи класифікації.[10][8][16]

Також було виявлено кілька інших мозкових мереж: слухова, рухова, права виконання, задній режим за замовчуванням, ліва лобно-тім'яна,
мозочковий, просторової уваги, уваги, мовна, ліва виконавча, сенсомоторна мережа, соматомотор, бічна візуальна, часова, зорового сприйняття, and зорової уяви.